# Сосудистое сплетение

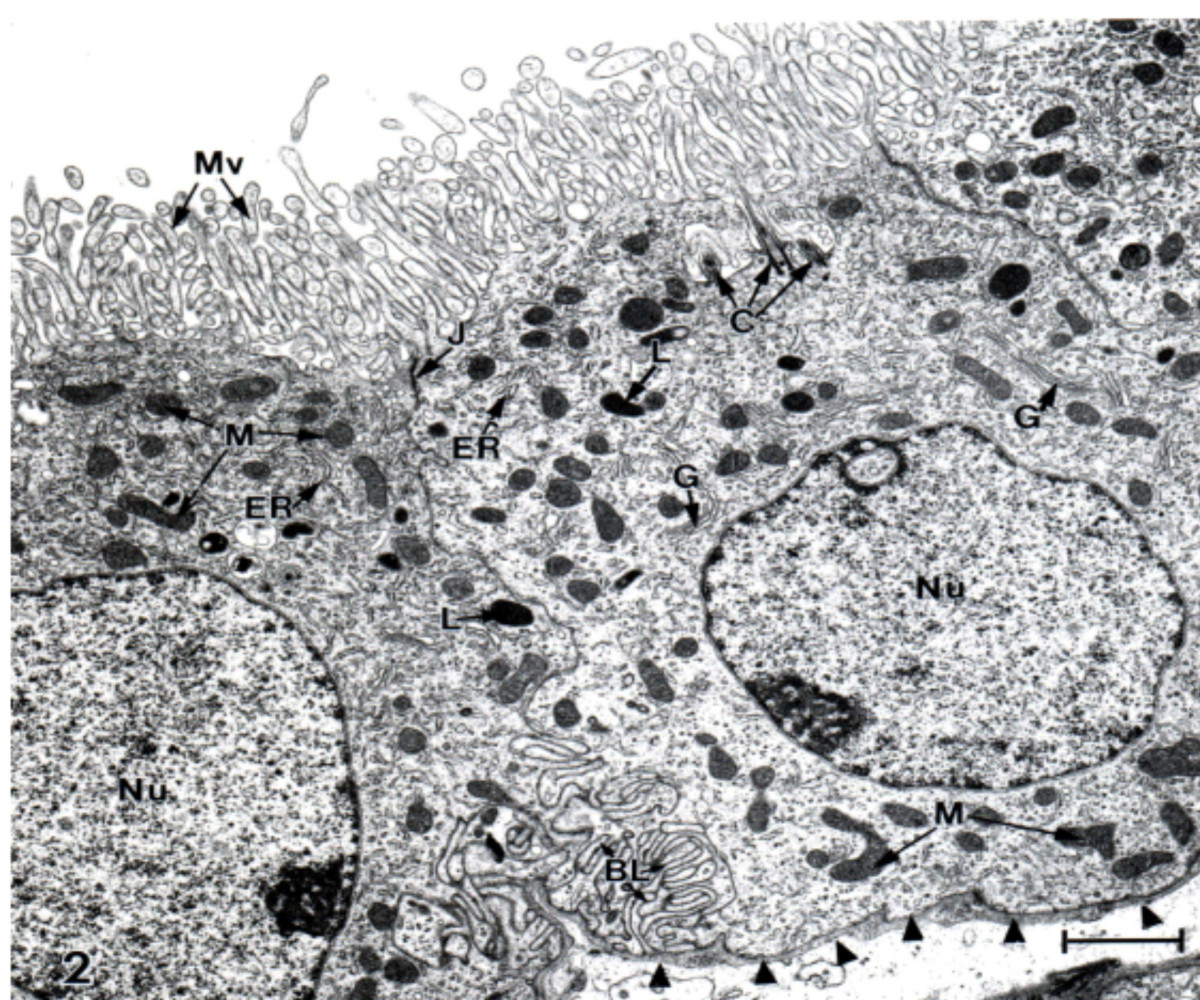
Ультраструктура эпителия сосудистого сплетения крысы. Johanson et al., 2008

Сосудистое сплетение желудочков мозга (; син.: хороидное сплетение, хориоидное сплетение, ворсинчатое сплетение, сосудисто-эпителиальное сплетение) — ворсинчатое образование в желудочках головного мозга позвоночных, вырабатывающее цереброспинальную жидкость.
Сосудистое сплетение является производным мягкой мозговой оболочки, содержит большое количество кровеносных сосудов и чувствительных нервных окончаний.
Сосудистое сплетение присутствует во всех частях желудочковой системы мозга, за исключением водопровода среднего мозга, а также затылочного и лобного рогов боковых желудочков.

## Строение
Сосудистое сплетение имеет характерный дольчатый вид и состоит из сосудистого внутреннего слоя, покрытого непрерывным слоем эпителиальных клеток, происходящих от желудочковой эпендимы.
Образование сосудистого сплетения происходит следующим образом: в процессе эмбриогенеза головного мозга стенка мозгового пузыря в соответствующем месте не образует нервного вещества и остается в виде однослойной эпителиальной выстилки (эпендимы). Извне к ней тесно прилегает богатая сосудами мягкая мозговая оболочка. Образованная этими слоями стенка (лат. tela chorioidea) вдается внутрь желудочка в виде богатых сосудами складок и становится сосудистым сплетением.